# دوئارته مانوئل بلو
دوئارته مانوئل بلو (پرتغالی: Duarte Manuel Bello; ۲۶ ژوئیهٔ ۱۹۲۱ – ۳ ژوئن ۱۹۹۴) قایقران قایق بادبانی اهل پرتغال بود.